# Hörnligrat (Arosa)

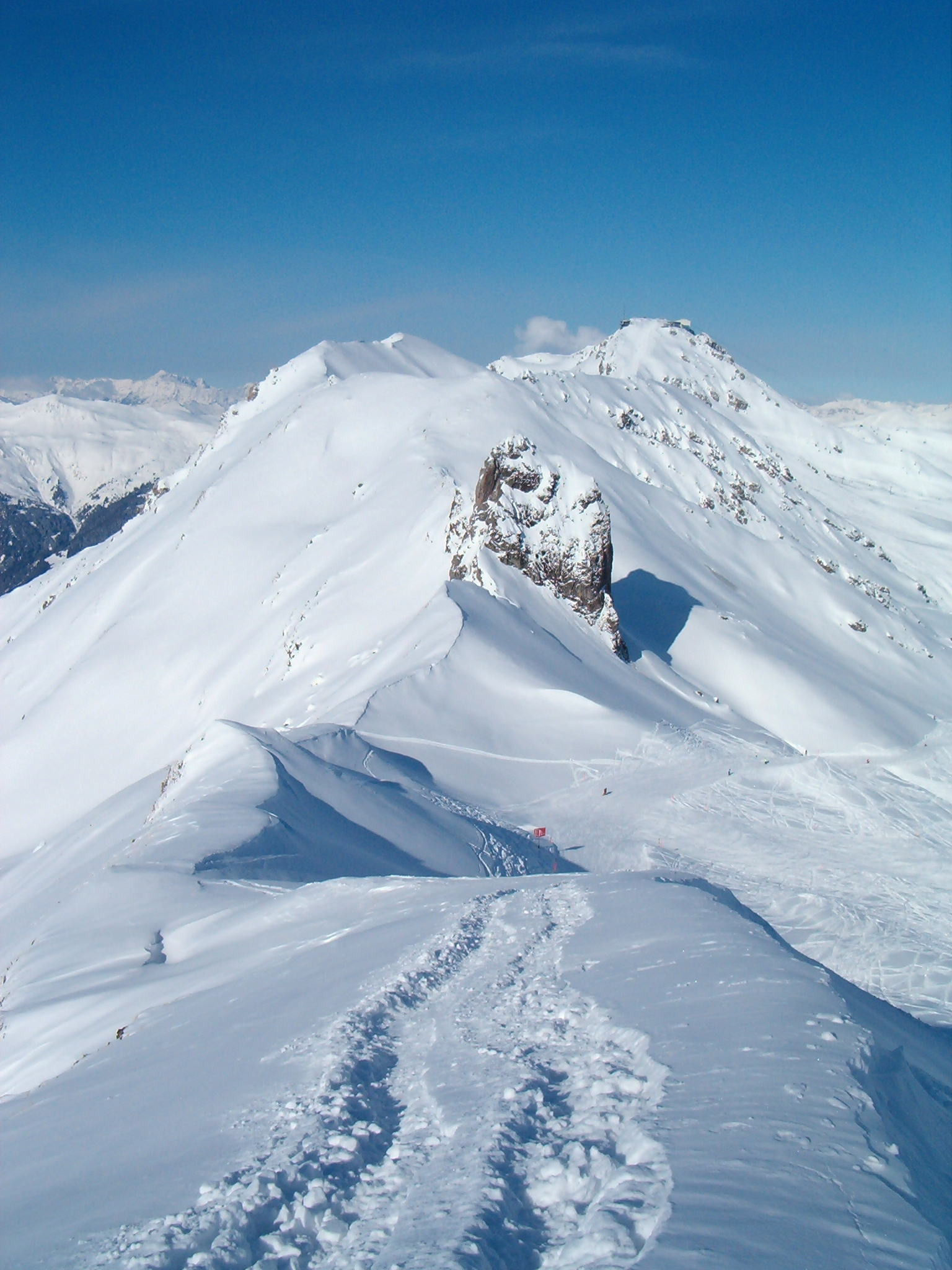
Hörnligrat gegen Hörnli und Plattenhorn sowie Weisshorn, Ansicht von der Hörnlihütte

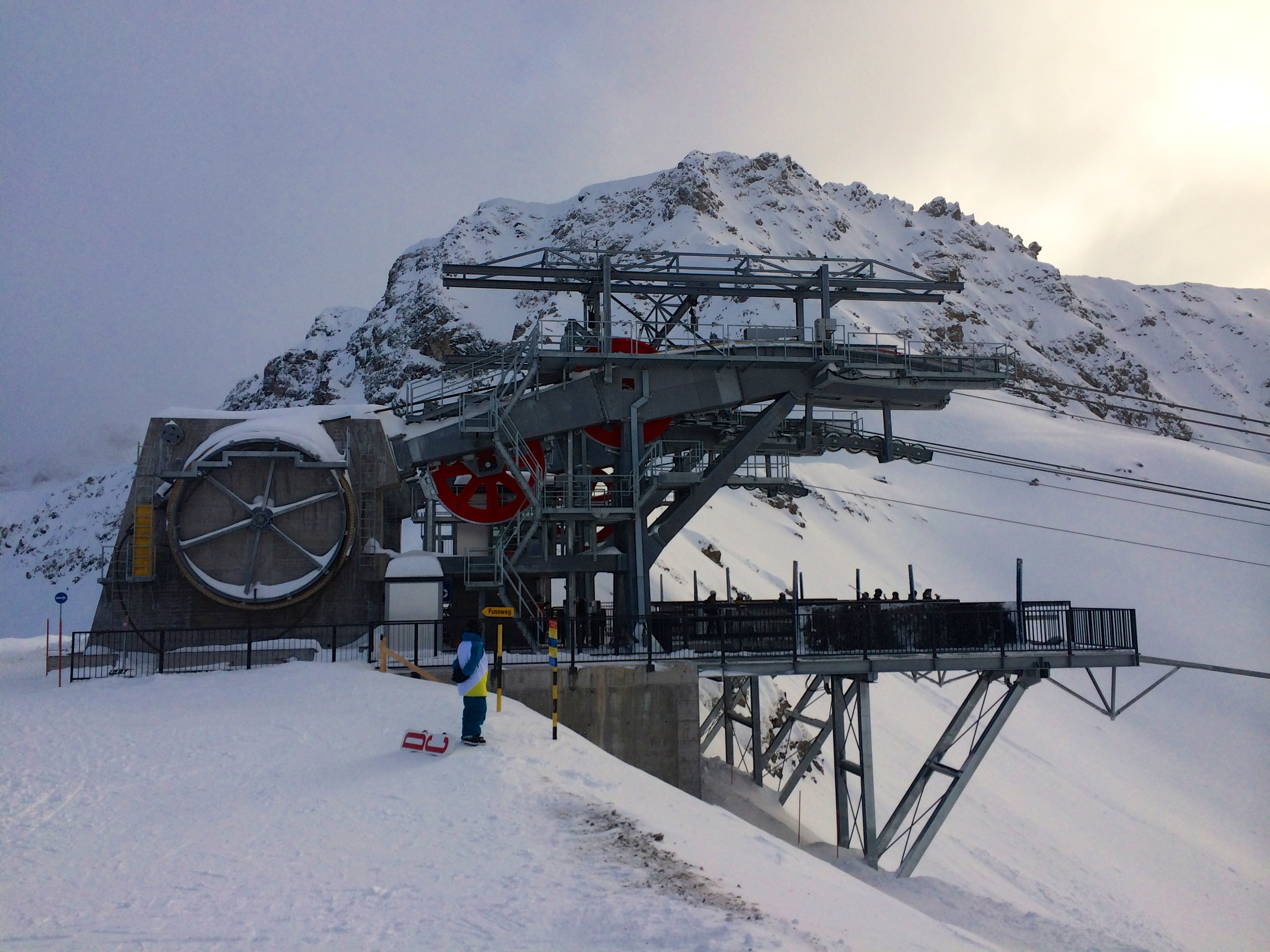
Die Oststation der Urdenbahn auf dem abgetragenen Hörnligrat

Der Hörnligrat ist ein ausgeprägter Gebirgsgrat und Passübergang zwischen dem Hörnli und dem Tschirpen in den Plessur-Alpen im Kanton Graubünden, Schweiz. Die beiden ihn querenden Bergwanderwege verbinden Arosa mit Tschiertschen und – via Urdenfürggli – mit Vaz/Obervaz und Parpan.

## Beschreibung
Der Hörnligrat befindet sich an der Grenze zwischen den Gemeinden Arosa und Chur. Auf seinem höchsten Punkt auf 2511 m steht die Hörnlihütte des Skiclub Arosa. Zwischen dieser und dem Hörnli verläuft auf 2440 m der historische Übergang am Hörnlisattel – heute ein Bergwanderweg – zum Urdensee und talauswärts weiter nach Tschiertschen oder via Urdenfürggli nach Lenzerheide. Südlich der Hütte auf dem abgetragenen Grat befinden sich die Bergstationen des Hörnli Express und der Sesselbahn Hörnli, wo der heute hauptsächlich begangene, zweite Wegübergang verläuft. Dieser rund 2501 m hoch gelegene Punkt des Grats wird seit seiner mechanischen Erschliessung auch unter Einheimischen fälschlicherweise oft als "Hörnli" bezeichnet, was mit der entsprechenden Namensgebung der Seilbahnstationen zusammenhängt. Der dortige Wegweiser ist mit "Hörnlihütte" und der für seinen Standort unzutreffenden Höhenangabe von 2511 m beschriftet. 

## Geschichte
Die Geschichte des Hörnligrats als Passübergang ist eng verknüpft mit derjenigen des Urdenfürggli. Die Route Hörnligrat–Urdenfürggli war für die seit Anfang des 14. Jahrhunderts in Arosa siedelnden Walser während langer Zeit die schnellste und wichtigste Verbindung zum rätoromanischen Obervaz, zu dem sie kirchlich trotz Sprachbarriere bis zum Bau eines eigenen Gotteshauses in Langwies 1384/85 gehörten. 
Noch bis in jüngste Zeit waren Spuren eines alten Wegs, der wahrscheinlich für schmale Räderkarren fahrbar war, zwischen Hörnligrat und Urdenfürggli zu erkennen. Unklar ist, ob der früher in Arosa betriebene Bergbau für diesen im Vergleich mit der Carmenna, der Furcletta und der Maienfelder Furgga überdurchschnittlichen Ausbaustandard mitverantwortlich war. 

## Touristische Nutzung
1911 wurde auf den Spuren des bestehenden Übergangs ein rund ein Meter breiter Reitweg von Arosa nach Lenzerheide und nach Parpan erstellt. 1923 errichtete der Skiclub Arosa zuoberst auf dem Grat die Hörnlihütte. Im Zuge dessen erschloss man auch diesen Bereich des Grats von beiden Seiten her mit Wanderwegen. 1945 folgte die Endstation des Hörnlilifts südlich davon, was erstmals Erdbewegungen im grösseren Umfang verlangte. Nach dem Bau der Gondelbahn und des neuen Skilifts 1962 musste nochmals eine grössere Menge Felsgestein entfernt werden, es blieb jedoch zunächst noch ein Teil des Grats zwischen den beiden Stationen erhalten. 
Heute ist der gesamte dortige Abschnitt samt Zugang zur Hütte planiert, und der Hauptübergang Richtung Urdenfürggli wird von Bergwanderern, Mountainbikern und Skitourenfahrern rege benützt. Sämtliche Zugänge zum Hörnligrat weisen den Schwierigkeitsgrad T2 auf. Eine Fortsetzung der Schanfiggerstrasse von Arosa nach Lenzerheide sowie eine Planvariante der Arosabahn unter dem Hörnligrat hindurch wurden nicht realisiert. 
Im Zuge der Skigebietsverbindung Arosa Lenzerheide wurde der Hörnligrat Standort der östlichen Station einer rund 1700 Meter langen stützenlosen Verbindungsseilbahn, der Urdenbahn, zum Urdenfürggli. Die Eröffnung der Bahn erfolgte am 18. Januar 2014. Im sagenumwobenen und geschützten Urdental wurden keine Skipisten oder weitergehenden Liftanlagen erstellt.
Der Hörnligrat ist Ausgangspunkt zum Klettersteig am Tschirpen und einer Mountainbike Downhill-Strecke nach Innerarosa.

## Sportanlass
Ab 2014 war der Hörnligrat kurzzeitig Durchgangsort des Swiss Irontrail.